# Mlin Smolenski u Subotici
Mlin Smolenski u Subotici je građevina koja je spomenik kulture. Nalazi se na Beogradskom putu 120.

## Arhitekturni elementi
Jedan je od rijetkih trokatnica koje se izgrađene početkom 20. stoljeća, čije pročelje s malo dekorativnih elemenata nagovještava razdoblje moderne u arhitekturi. Najveći je mlin u Subotici. 
Pri izgradnji rabilo se fasadnu opeku i žbuku, što je znak sveze s postojećom arhitekturom u Subotici. Drugostupanjsku plastiku čine podijeljeno pročelje pilastrima od žute fasadne opeke na polja koja su približno simetrična. Simetrična su u odnosu na okomitu os pročelja, završnim krovnim vijencem od fasadne opeke te podjelom objekta po okomici na dva dijela jednostavnim vijencem od opeke u razini poda drugog kata. Žuta fasadna opeka koristila se za opšave oko oko portala i sokla objekta koja također završava vijencem.

## Povijest
Važnim je elementom razvitka gospodarske i industrijske strukture grada Subotice. Prvi projekti za mlin uz južni šanac grada nacrtani su studenoga 1899. u Budimpešti za naručitelja László (Ladislava) Fürszta.  1906. godine novi poznati vlasnici Gábor Szmolenszky i Mihály Muity zatražili su dozvolu za gradnju mlina na kat koji je iste godine podignut, a u godinama što su uslijedile dograđene su pomoćne zgrade. 
Novi vlasnik bio je Henrik Bíró iz Budimpešte. Pretpostavlja se da je mlin dobio nadgradnju od dva kata, a upravna zgrada pored nejga još jedan kat u razdoblju od 1909. do 1916. godine.
Osnivanjem Gornjebačkog paromlinsko dioničarskog društva 1916. u nj je ušao "Smolenski mlin". U njegovu je sastavu ostao sve do 1941. godine. U međuratnom je razdoblju bio najveći subotički mlin te je zapošljavao 70 radnika. 
Tijekom Drugog svjetskog rata nosio je ime Viktória. Zadnju godinu rata, Nacisti su Židove koje su priveli iz bačkih mjesta sabrali ovdje te ih danima držali u neljudskim uvjetima, a potom ih premjestili u Aljmaš te dalje u logore smrti u okupiranoj Poljskoj i Njemačkoj. Poslije rata također je bio mjestom neljudskih postupanja. Komunisti su ovdje držali svoje zarobljenike. Većina zarobljenih odavde je odvedena na stratišta.